# Marie-Thérèse Porchet
Pour les articles homonymes, voir Porchet.
Marie-Thérèse Porchet, née Bertholet, est un personnage créé en 1993 par les auteurs suisses Pierre Naftule et Pascal Bernheim, et interprété par le comédien et humoriste Joseph Gorgoni. Après une première apparition dans un sketch de la Revue genevoise, elle est la vedette de ses propres spectacles en solo.

## Historique
Le personnage de Marie-Thérèse Porchet est créé par Pierre Naftule et Pascal Bernheim pour le comédien Joseph Gorgoni, dans le cadre du spectacle de la Revue genevoise en 1993. Dans ce spectacle, elle tient le rôle d'une cheffe téléphoniste travaillant pour le service des renseignements de Swisscom, sous le nom de « Marie-Thérèse Poget née Bertholet ». Au moment du spectacle, ce service venait d'introduire une tarification à la minute, et le nom très long du personnage avait été choisi pour allonger la réponse au téléphone, faisait gagner plus d'argent à Swisscom dans le sketch. Le nom du personnage sera modifié par la suite ; les auteurs avaient demandé à Tupperware l'autorisation d'utiliser cette marque pour un sketch, mais la représentante de l'entreprise en Suisse romande s'appelait Poget et l'autorisation n'a été accordée qu'à la condition que le nom soit changé.
En 1996, le spectacle La truie est en moi, sur la scène du casino-théâtre à Genève, est le premier spectacle qui met en scène Marie-Thérèse Porchet en tant que rôle principal. En 1998, pendant un an et demi, 350 représentations du spectacle sont jouées à la Comédie-Caumartin à Paris. Ce spectacle sera rejoué en 2017 en Suisse, et en 2019 à nouveau à Paris.
En 1999, le livre La truie est en moi est publié sous forme d'autobiographie de Marie-Thérèse Porchet.
En 2001, Marie-Thérèse Porchet participe à la tournée romande du Cirque Knie pour la première fois ; entre 2001 et 2018, le personnage fera partie de 4 tournées du cirque national suisse, en 2001, 2004 (en Suisse romande et au Tessin), 2010 (dans toute la Suisse) et 2018. Ces tournées font de Marie-Thérèse Porchet l'une des rares humoristes suisses, avec Emil Steinberger, qui aient joué devant des publics romands, alémaniques et tessinois.

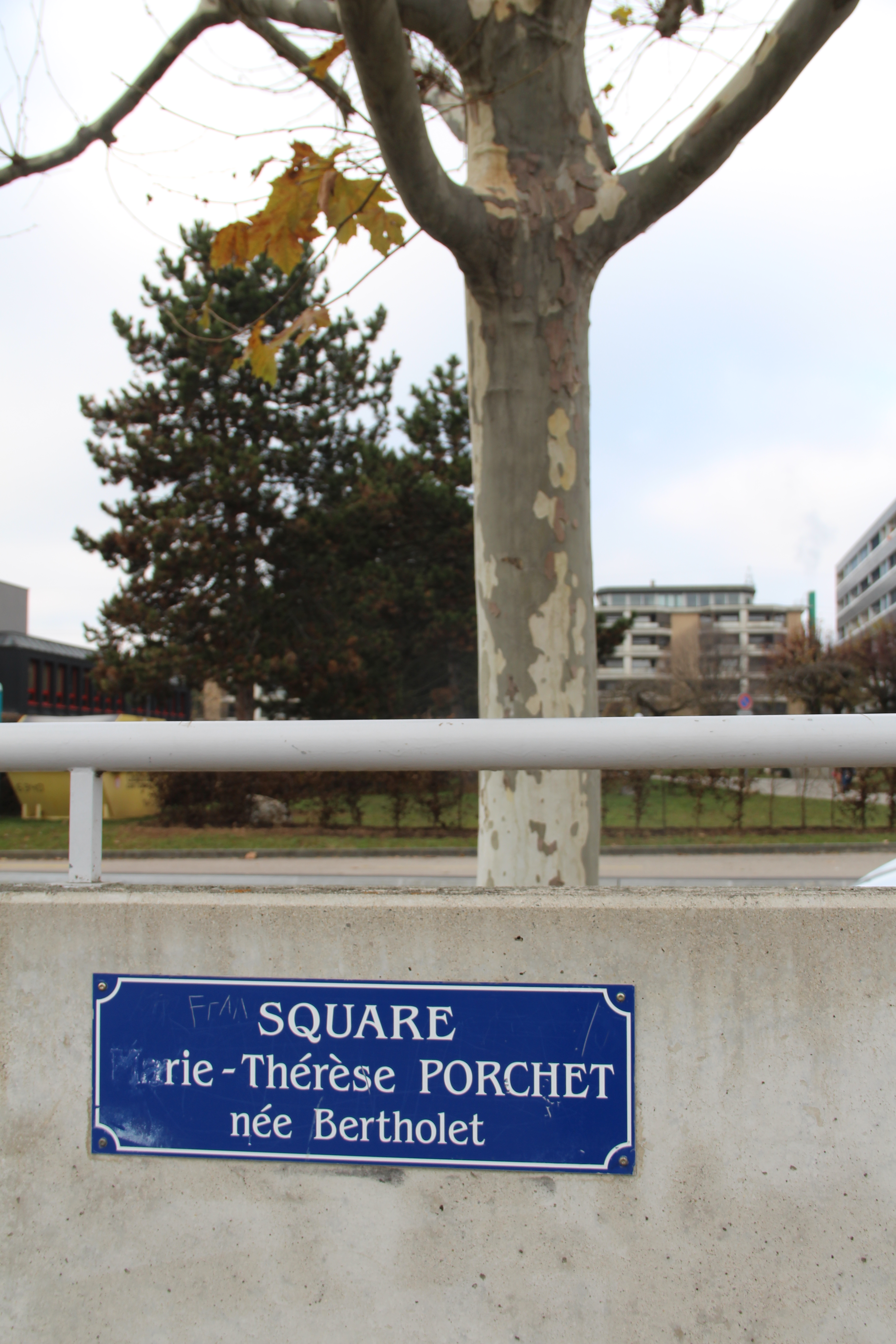
La plaque de rue du square Marie-Thérèse Porchet née Bertholet, à Gland.

Dans la ville de Gland, lieu où habite le personnage selon ses auteurs, une place a été renommée en 2002 « Square Marie-Thérèse Porchet née Bertholet ».
En 2007, Marie-Thérèse Porchet part à la rencontre de la Suisse alémanique avec un nouveau spectacle intitulé Uf Düütsch en Bärndütsch (dialecte bernois du suisse allemand). C'est une première pour un artiste romand. Le spectacle a été écrit en français par Pierre Naftule et Joseph Gorgoni, puis traduit et adapté en suisse allemand par Toni Caradonna.
Pendant plusieurs années, une chronique signée par Marie-Thérèse Porchet est régulièrement publiée dans l'hebdomadaire Migros Magazine.

## Biographie du personnage
Marie-Thérèse est une femme d'environ cinquante ans habitant à Gland, dans le canton de Vaud en Suisse. 
Sous ses airs de prude moralisante, elle incarne une sorte de « mégère », à la voix haut perchée et au tailleur démodé, dont l'activité favorite est de dire du mal des autres.
Elle passe une grande partie de son temps au téléphone avec son amie Jaqueline Zbinden (que l'on voit une unique fois lors de la dernière de l'émission Ça colle et c'est piquant diffusée sur la Télévision suisse romande), qui est aussi son souffre-douleur et qu'elle aime à traiter sans discontinuer de « bécasse ». 
Elle critique également sa concierge, Maria Teresa Lourdès Lopez, qu'elle appelle « la Lopez du cinquième », et son fils « le fils Lopez », trisomique et obnubilé par le Soleil. Elle organise aussi régulièrement des réunions pour vanter les mérites des Tupperwares à ses voisines d'immeuble. Marie-Thérèse est d'ailleurs parvenue à offrir un Tupperware à Ruth Dreifuss, alors Conseillère fédérale (un ascenseur à cornichons, pour l'aider à « supporter [ses] collègues ! »), ce qui provoqua l'hilarité de la Ministre socialiste.
Elle se plaît à appeler les Suisses alémaniques « les Bourbines » et ne manque jamais de leur envoyer des pointes,. Pourtant, dans le spectacle Marie-Thérèse amoureuse, elle craque pour l'un d'eux : « Rudi », danseur amateur et employé de la banque Migros, qu'elle finit par épouser. Elle eut un chien nommé « Bijou », dont on apprend dans le spectacle Soleil ! qu'il est mort.
Marie-Thérèse a un fils unique Christian-Christophe, qui vit avec son ami Quentin Garnier. Son premier spectacle, La truie est en moi, raconte la découverte de l'homosexualité de son fils, et les conséquences que cette révélation a eues sur sa vie : elle eut tout d'abord du mal à accepter l'homosexualité de son fils, mais s'y est faite et finit par accepter ce couple qui dure depuis plus de dix ans. Lors de son spectacle SuperPorchet, Marie-Thérèse pique sa crise en 2009, Marie-Thérèse annonce que son fils ressort avec des filles, ce qu'elle appelle faire son coming back.
Dans le spectacle Soleil !, en 2005, elle part en dépression à la suite de la mort de son chien, de sa rupture avec Rudi et du départ de son fils de la maison, et se retrouve dans la secte « les amis du Soleil ».

## Spectacles
- La truie est en moi (1996) : Marie-Thérèse Porchet, mère de Christian Christophe, abandonnée par son mari Alfred, va découvrir la liaison que son fils entretient avec son lieutenant à l'école de recrues.
- L'Expo de Marie-Thérèse (2002) : à l'occasion de l'exposition nationale suisse Expo.02, Marie-Thérèse en profite pour en critiquer les moindres détails.
- Marie-Thérèse amoureuse (2002-2003) : persuadée d'être la meilleure, Marie Thérèse souhaite absolument prouver à la Suisse qu'elle peut la représenter au concours Eurovision de la chanson. Mais il n'en est pas ainsi, une autre candidate — suisse alémanique, évidemment — la devance. Outrée, elle file à Zurich chez sa « meilleure » amie Rose (« qui va très très mal en c'moment ! ») pour tenter d'obtenir un entretien avec le responsable de l'Eurovision. Lors de son périple suisse allemand, Marie-Thérèse rencontre Rüdi, ce qui va lui faire revoir le jugement qu'elle portait sur les « bourbines ».
- Soleil ! (2005) : rien ne va plus pour Marie-Thérèse ! L'homosexualité de son fils, la rupture d'avec Rudi et le décès de son chien Bijou, c'en est trop ! Marie-Thérèse entre en dépression et adhère à la secte du « Soleil ».
- Europorchet (2008) : à l'occasion de l'EuroFoot 2008, tout le monde va y passer. Les joueurs, les organisateurs, les sponsors, les saucisses, Marie-Thérèse critique tout et plus encore sur le foot !
- Uf Düütsch ! (2008) : Marie-Thérèse franchit la barrière de rösti et va montrer aux bourbines à quel point elle les méprise.
- Superporchet (2009-2010) : la crise, la crise, toujours la crise, on entend plus que ça ! Et Marie-Thérèse aussi, elle la pique ! Son fils a fait son « coming back » et ressort avec des filles.
- Marie-Thérèse Porchet, 20 ans de bonheur (2013) : 1993 - 2013, 20 ans, ça se fête !
- La truie est en moi, vintage (2017) : Reprise du tout premier spectacle de Marie-Thérèse Porchet, avec quelques modifications de sketchs.
- L'Expulsion de Marie-Thérèse (2018) : Marie-Thérèse loue un appartement à Genève pour en faire une maison close. Mise au courant de ces activités douteuses, la régie décide de résilier son bail. Mais Marie-Thérèse ne se laisse pas faire.
- Marie-Thérèse fête les vignerons (2019) : La Fête des Vignerons s’ouvre aux humoristes suisses et cherche la perle rare pour son édition 2019. Alors que les artistes de la nouvelle génération se pressent au casting, Marie-Thérèse Porchet ne comprend pas pourquoi elle devrait s’abaisser à passer une audition, tellement elle est certaine d’incarner à elle seule l’âme de la mythique fête veveysanne. Parviendra-t-elle à ses fins malgré une rude concurrence ?
- Marie-Thérèse Porchet, 20 ans après, la truie est toujours en elle (Paris) ! (2019)

## Réception critique
Selon le quotidien Le Temps, Marie-Thérèse Porchet (en tant que combinaison de son auteur et de son interprète) est « la comique la plus populaire de Suisse romande ». 
Pour Le Parisien, le premier spectacle de Marie-Thérèse Porchet, La truie est en moi, rejoué à Paris en 2019, est « hilarant » et « mérite chaque soir sa standing-ovation » ; il lui décerne une note de 5/5.

## Livre
- Marie-Thérèse Porchet, La truie est en moi, Éditions Slatkine, 1999.  (ISBN 9782051017817).